# Distrito de Velille
El distrito peruano de Velille es uno de los ocho distritos de la Provincia de Chumbivilcas, ubicada en el Departamento de Cuzco, bajo la administración el Gobierno regional del Cusco. 
El Papa Juan XXIII segregó de la Arquidiócesis del Cusco, las provincias civiles de Canchis, Canas, Espinar y Chumbivilcas y con ellas creó la Prelatura de Sicuani, haciéndola sufragánea del Cusco, mediante la Constitución Apostólica "Universae Ecclesiae" del 10 de enero de 1959.

## Historia
El distrito fue creado por Decreto del 16 de julio de 1825, dado por el Libertador Simón Bolívar.
Uno de los personajes en la revolución de Tupac amaru II y Juan de Dios Valencia quien fue su lugarteniente en Chumbivilcas.

## Geografía
Está ubicado en 3 738 m s. n. m., bañado por el río Velille.

## Comunidades
- Comunidad Campesina de Hatun Ccollana
- Comunidad Campesina de Tuntuma
- Comunidad Campesina de Cullahuata
- Comunidad Campesina de Alccavictoria
- Comunidad Campesina de Ayaccasi
- Comunidad Campesina de Casa Blanca
- Comunidad Campesina de Merquez
- Comunidad Campesina de Urazana

## Autoridades

### Municipales
- 2023 - 2026[2]
  - Alcalde: Ing. Julian Dominguez Mendoza, del Partido Político Perú Libre.
  - Regidores:

  1. Melida Almiron Ccalluche (Partido Político Perú Libre)
  2. Eutropio Quijahuaman Ccorimanya (Partido Político Perú Libre)
  3. Jacinto Conza Armejo (Partido Político Perú Libre)
  4. Marisela Pumacallahui Pfoccori (Partido Político Perú Libre)
  5. Maycol Ccolque Pineda (Partido Político Perú Libre)

Alcaldes anteriores
- 2019-2022: Sr. Antonio Toledo Prieto.
- 2015-2018: Prof. Sergio  Valencia Salcedo.
- 2011-2014:[3] Efraín Mamami Castillo.
- 2007-2010: Cornelio Coaquira Valencia.

## Festividades
- Inmaculada Concepción.
- Niño Jesús de Tejahuasi
- Virgen del Carmen de Chaychapampa